# Mapvertising
Mapvertising ist eine Form der Internetwerbung und bezeichnet das Schalten von Werbung auf Online-Landkarten und Routenberechnungsseiten wie zum Beispiel Google Maps, Virtual Earth oder Yahoo Maps. Je nach Suchanfrage werden unterschiedliche Werbehinweise angezeigt, die in Verbindung mit dem räumlichen Zusammenhang der Suche stehen (sogenannte Geo-contextually Targeted Display Ads). Die Werbung kann dabei als Bannerwerbung erfolgen oder geografische Markierungen auf Werbeobjekte in der Karte setzen. Bei mobilen Endgeräten wie einem Smartphone kann zudem gezielt mit der GPS-Technik Werbung bei dem Erreichen von bestimmten Orten geschaltet werden.